# Megachile alpigena
Megachile alpigena är en biart som beskrevs av Heinrich Friese 1925. Megachile alpigena ingår i släktet tapetserarbin, och familjen buksamlarbin. Inga underarter finns listade i Catalogue of Life.